# Élisabeth Lebovici
Élisabeth Lebovici (1953) è una storica dell'arte, giornalista e critica d'arte francese.

## Biografia
Élisabeth Lebovici è la figlia dello psichiatra e psicanalista francese Serge Lebovici. Ha compiuto i suoi studi a Parigi e a New York, dove ha seguito l'Independent Study Program del Whitney Museum of American Art. Nel 1983 ha discusso una tesi sul seguente argomento: L'Argent dans le discours des artistes américains, 1980-81 all'Università Paris X. Nel 1991, entra a far parte della redazione del giornale Libération per il quale lavora fino al 2006. In precedenza era stata capo-redattrice della rivista Beaux Arts magazine e aveva anche collaborato ad artpress. Dal 2006 coorganizza il seminario "Something You Should Know: artistes et producteurs" alla scuola EHESS, a Parigi. Si interessa in modo particolare alle questioni di genere e di sessualità, così come alle relazioni fra femminismo, teoria queer, storia dell'arte e arte contemporanea. 
Élisabeth Lebovici è autrice di numerose monografie di artisti contemporanei e organizza dei corsi d'insegnamento all'EHESS. È una militante dei diritti degli omosessuali.

## Opere
- Ruggieri : 150 ans de feux d'artifice  in collaborazione con Patrick Braco, éditions Denoël, 1989.
- Annette Messager: Faire Parade, éditions Paris-Musées (MAMVP), 1995, ISBN 978-2879002279
- Claude Cahun photographe in collaborazione con François Leperlier, éditions Paris-Musées et Jean-Michel Place, 1995.
- Zoe Leonard, éditions du Centre national de la photographie, 1998, ISBN 978-2867541193.
- L'Intime, direzione dell'opera, éditions de l'École nationale supérieure des beaux-arts, 1998, ISBN 978-2840560630.
- Philippe Thomas, in collaborazione con Corinne Diserens, Daniel Soutif, Jean-Philippe Antoine, Patricia Falguières, Musée d'art contemporain de Barcelone et Le Magasin, 2000-2001.
- If on a Winter's Night… Roni Horn in collaborazione con Urs Stahel, éditions Steidl Verlag, 2005, ISBN 978-3882439113.
- Valérie Mréjen, monografia, éditions Léo Scheer, coll. Pointligneplan, 2005, ISBN 978-2-915280-71-5.
- Georges Tony Stoll in collaborazione con Dominique Baqué, éditions du Regard, 2006, ISBN 2-84105-190-0.
- Femmes artistes/Artistes femmes : Paris, de 1880 à nos jours in collaborazione con Catherine Gonnard, éditions Hazan, 2007, ISBN 978-2754102063.
- Louise Bourgeois, in collaborazione con Marie-Laure Bernadac, Frances Morris éditions de la Tate Publishing ISBN 978-1854376879, 2007, et Jonas Storsve, Centre Pompidou, 2008, ISBN 978-2844263551.
- Zoe Leonard: photographs, in collaborazione con Urs Stahel, Svetlana Alpers, Zoe Leonard, Steidl Verlag, 2008 ISBN 978-3865214942.
- Olga Kisseleva : Mondes croisés, éditions Archibook, 2008 ISBN 978-2915639834.
- À Roni Horn, in collaborazione con Éric Mézil, éditions de la collection Lambert & Éditions Phébus, 2009, ISBN 978-2752904270.
- Martin Szekely, éditions JPR|Ringier, 2010, ISBN 978-3037640982.
- Nancy Spero, œuvres sur papier 1926-2009, in collaborazione con Jonas Storsve, éditions Gallimard/Centre Pompidou, 2010, ISBN 978-2070130894.
- Birgit Jürgenssen , in collaborazione con Gabriele Schor, Heike Eipeldauer, Bank Austria Forum Sammlung/Prestel Verlag, 2010 ISBN 978-3791351032.
- Mark Morrisroe : « in the Darkroom », in collaborazione con Beatrix Ruf, Thomas Seelig… JRP/Ringier, 2010, ISBN 978-3037641217.
- Tacita Dean, the Friar's Doodle, in collaborazione con Lynne Cooke, Abadia de Santo Domingo de Silos/Madrid, Musée Reina Sofía, Actar, 2010, ISBN 978-8480264150.
- General Idea, Trouble dans le genre, in collaborazione con Frédéric Bonnet, Paris-Musées et JRP/RIngier, 2011, ISBN 978-2759601479.
- Looking For Rosa Barba, in Rosa Barba. White is an Image, edito da Chiara Parisi, Andrea Villiani, Hatje Cantz Verlag, 2011, p. 230-235, ISBN 978-3-7757-3019-8.